# Abgezockt!
Abgezockt! (Scorched) ist eine US-amerikanische Filmkomödie von Gavin Grazer aus dem Jahr 2003. Es spielen Alicia Silverstone, Rachael Leigh Cook, Woody Harrelson und John Cleese mit.

## Handlung
Die an einem Wochenende stattfindenden Ereignisse werden in einer Rückblende gezeigt.
Sheila, Woods und Stuart arbeiten in einer Bank in einer Kleinstadt. Sie sind frustriert und kommen unabhängig voneinander auf die Idee, die Bank auszurauben. Sheila will sich an ihrem ehemaligen Freund Rick, dem Filialleiter, rächen. Sie hofft, dass er wegen der Vernachlässigung der Sicherheitsvorschriften entlassen wird, wenn jemand den Geldautomaten leert.
Woods lebt mit einer Ente zusammen, deren Mutter von Mr. Merchant getötet wurde. Er will das im Banksafe aufbewahrte Schwarzgeld des Millionärs stehlen. Als Stellvertreter des Filialleiters besitzt er einen der zwei Schlüssel zum Schließfach, den zweiten versteckt Mr. Merchant im Halsband seines Hundes.
Stuart denkt zuerst nur hypothetisch daran, Geld auszuleihen, am Wochenende in einem Spielcasino in Las Vegas alles auf Schwarz zu setzen, es somit zu verdoppeln und dann zurückzugeben. Sein Freund überredet ihn, den Plan umzusetzen, was Stuart zuerst ablehnt.
Währenddessen will sich die Verkäuferin Shmally – die von Merchant Videos mit nutzlosen Ratschlägen gekauft hat – an diesem rächen, indem sie sein Haus mit Eiern bewirft. Ihr Freund bewirbt sich erfolglos um eine Arbeit. Während eines der Vorstellungsgespräche hört er, dass sein T-Shirt mit der Schrift nutzlos (useless) eine Offenbarung sei.
Woods bricht in das Haus von Mr. Merchant ein, wo er von dem Hund angegriffen wird. Merchant kehrt heim und ist ständig kurz davor, den sich versteckenden Woods zu entdecken. Er wird jedoch von Shmally abgelenkt, die sein Haus mit Eiern bewirft. Er greift zu einer Schusswaffe und verfolgt das Mädchen. Woods entdeckt beim Kampf mit dem Hund den Schlüssel zum Schließfach im Brunnen. Er erfährt auch, dass Merchant jener Jäger war, der die Mutter seiner Ente tötete. Sheila leert den Geldautomaten, während Woods das Schließfach Merchants ausräumt und dort einen spöttischen Zettel im Namen seiner Ente hinterlässt.
Stuart stiehlt etwa 260.000 US-Dollar. Er verdoppelt durch ein Spiel in Las Vegas das Geld und bringt wie geplant die gestohlene Summe zurück. Danach kündigen Sheila, Woods und Stuart ihre Jobs. Shmallys Freund wird in der Bank eingestellt und steigt später zum stellvertretenden Filialleiter auf.

## Kritiken
In englischsprachigen Medien fand der Film ein überwiegend negatives Echo. Basierend auf der Auswertung von 5 Filmkritiken weist Rotten Tomatoes eine Zustimmungsquote von lediglich 20 Prozent aus.
Rich Cline schrieb im Jahr 2003 auf www.shadowsonthewall.co.uk, der Film ahme die Komödie Ein Fisch namens Wanda derart schlecht nach, dass es wehtue. Er kritisierte das Drehbuch, die Dialoge, die Darstellungen, die Kameraarbeit und den Schnitt.
Duane Byrge lobte im Hollywood Reporter vom 1. Januar 2005 das Drehbuch und die Leistungen der Darsteller („The players are all top-dollar“). Die Komödie sei „wundervoll eigensinnig“.

## Hintergründe
Der Film wurde in Palmdale (Kalifornien) gedreht. Seine Produktionskosten betrugen schätzungsweise 7 Millionen US-Dollar.